# 缶文雄
缶 文雄（ほとぎ ふみお、1941年9月5日 - 2021年7月30日）は、日本の実業家。芦森工業代表取締役社長や、パルテム技術協会会長、日本監査役協会顧問などを務めた。

## 人物・経歴
名古屋工業大学繊維工学科卒業後、1967年名古屋工業大学大学院修了、東洋紡績入社。1994年東洋紡績物流管理部長。1997年東洋紡績取締役。2002年東洋紡績常務取締役。2004年東洋紡績専務取締役。2005年から東洋紡績常勤監査役を務め、日本監査役協会顧問にも就任した。2009年から芦森工業代表取締役社長として、不祥事からの再建を進めた。2010年パルテム技術協会会長。2011年日本消防ホース工業会設立時理事。2014年芦森工業相談役。
2021年7月30日、病気のため死去。79歳没。